# Šared
Šared este o localitate din comuna Izola, Slovenia, cu o populație de 508 locuitori.